# Stanislaus Lo Kuang
Stanislaus Lo Kuang (chin. trad. 羅光, chin. upr. 罗光, pinyin Luó Guāng; publikował w językach europejskich (ang., włos., port., i in. pod nazwiskiem Stanislaus Lokuang; ur. 1 stycznia 1911 w Hengyang w prow. Hunan, zm. 28 lutego 2004 w Tajpej) – chiński duchowny katolicki, większą część życia działający na Tajwanie.

## Życiorys
Przyjął święcenia kapłańskie 9 lutego 1936. W marcu 1961 został mianowany biskupem Tainan (sakrę biskupią otrzymał 21 maja 1961); w lutym 1966 został promowany na arcybiskupa Tajpej. Złożył rezygnację z rządów metropolią w sierpniu 1978 i używał od tego czasu tytułu arcybiskupa emeryta.
W 1978 został mianowany prezydentem Katolickiego Uniwersytetu Fu Jen, jako następca kardynała Yü Pina; pełnił tę funkcję do 1992, kiedy to zrezygnował ze względu na pogarszający się stan zdrowia. Otrzymał wówczas tytuł honorowy Rector Emeritus.
Studiował filozofię i teologię w Rzymie, na Papieskim Uniwersytecie Urbaniana i Papieskim Uniwersytecie Laterańskim; w 1942 otrzymał stopień doktora świętej teologii. Po wielu latach spędzonych w Rzymie przybył na początku lat 60. na Tajwan, gdzie zajął się organizacją i rozwojem nowo powołanej diecezji Tainan. Współtworzył także Regionalną Konferencję Biskupów oraz działał w Konferencji Biskupów Azji.
Położył wielkie zasługi dla rozwoju Katolickiego Uniwersytetu Fu Jen. W okresie jego prezydentury podniósł się poziom kształcenia, wzrosła liczba słuchaczy i wykładowców, ustanowiono kolegium sztuki i kolegium medycyny. Powstały także liczne nowe budynki uczelni.
Był autorem wielu prac, głównie z filozofii, ale także z historii, prawa i religii; ukazały się w 42 tomach jako Dzieła zebrane nakładem uniwersytetu.